# Бажаємо успіху
«Бажаємо успіху» — радянський експериментальний короткометражний художній фільм, знятий на Кіностудії ім. М. Горького в 1967 році Ісидором Анненським.

## Сюжет
Реалізуючи ідею свого вчителя С. М. Ейзенштейна, висловлену ним в 1930 році в статті «Динамічний квадрат» про зміну формату екрану в процесі демонстрації, кінорежисер Ісидор Анненський за своїм сценарієм зняв ліричну кіноновелу про дівчину, яка приїхала поступати до театрального інституту в Москві.
Абітурієнтці, яка наполегливо репетирувала роль з драми «Живий труп», сниться сон, що вона опиняється на сцені знаменитого театру серед давно їй знайомих прославлених артистів. Вранці на вступному іспиті, вона несподівано зустрічає їх всіх серед членів приймальної комісії.

## У ролях
- Ніна Маслова — головна роль
- Володимир Дружников — епізод
- Володимир Сошальський — епізод
- Рада Волшанінова — епізод
- Ірина Мірошниченко — епізод

## Знімальна група
- Режисер і сценарист — Ісидор Анненський
- Оператор — Олександр Хвостов
- Композитор — Ростислав Бойко